# 普瓦瑟勒
普瓦瑟勒（法語：Poiseul，法語發音：[pwazœl]）是法国上马恩省的一个市镇，属于朗格勒区。

## 地理
普瓦瑟勒（47°55'17"N, 5°29'23"E）面积4.58 平方千米，位于法国大東部大區上马恩省，该省份为法国东北部内陆省份，北起马恩省和默兹省，西接奥布省，西南接科多尔省，东南接上索恩省，东临孚日省。
与普瓦瑟勒接壤的市镇（或旧市镇、城区）包括：巴西尼地区昂迪伊、博讷库尔、瓦勒德默兹、讷伊莱韦克、普莱努瓦。

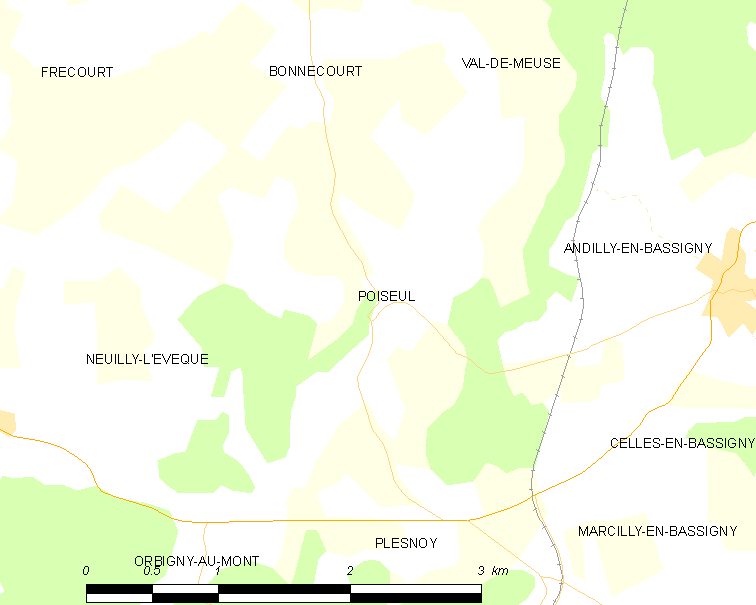
普瓦瑟勒的OSM定位图

普瓦瑟勒的时区为UTC+01:00、UTC+02:00（夏令时）。

## 行政
普瓦瑟勒的邮政编码为52360，INSEE市镇编码为52397。

## 政治
普瓦瑟勒所属的省级选区为诺让县。

## 人口

1962-2008年间普瓦瑟勒人口变化图示

普瓦瑟勒于2022年1月1日时的人口数量为71人。